# Lisa Welander
Lisa Welander, född 9 augusti 1909 i Frustuna församling, Södermanlands län, död 9 december 2001, var en svensk neurolog.
Efter studentexamen i Örebro 1928 blev Welander medicine licentiat i Stockholm 1937, medicine doktor 1952, docent i neurologi vid Karolinska institutet 1952, i Göteborg 1953 och var professor i neurologi vid Umeå universitet 1964–75.
Welander innehade diverse förordnanden 1937–40, bland annat som assisterande läkare på medicinska avdelningen i Nyköping, underläkare på Serafimerlasarettet (neurokirurgi) 1940–42, neurologiska kliniken 1942–48 och 1952–53 samt på Karolinska sjukhuset (psykiatri) 1948–52. Hon tjänstgjorde som läkare vid Röda Korsets transporter av "displaced persons" i samband med krigsslutet 1945, på Svenska barnsjukhuset i Polen 1946, var neurologisk poliklinisk läkare på Sahlgrenska sjukhuset i Göteborg 1953–64 och överläkare på neurologiska kliniken i Umeå 1964–75.
Welander var den första som beskrev den ärftliga muskelsjukdomen Welanders distala myopati, även kallad "Hedesundasjukan" (1951).  